# Pawel Widanow
Pawel Widanow (auch Pavel Vidanov geschrieben, bulgarisch Павел Виданов; * 8. Januar 1988 in Sofia) ist ein bulgarischer ehemaliger Fußballspieler.

## Karriere

### Verein
Widanow begann seine Karriere bei ZSKA Sofia, wo er 2006 in die erste Mannschaft geholt wurde. In seiner ersten Saison kam er auf zwei Einsätze. ZSKA wurde Vizemeister. 2007/08 spielte er für eine Saison leihweise bei Wichren Sandanski, mit welchen er Platz zehn erreichen konnte. Für die Saison 2008/09 kehrte er nach Sofia zurück und wurde abermals Vizemeister. 2009/10 gab er sein Debüt auf europäischer Klubebene. In der 3. Runde zur Europa-League-Qualifikation gegen Derry City am 30. Juli 2009 spielte Widanow durch. Das Spiel wurde 1:0 gewonnen. Am Ende der Meisterschaft wurde ZSKA wiederum Zweiter.
In der Rückrunde 2010/11 wurde Widanow an den rumänischen Klub Rapid Bukarest ausgeliehen, konnte sich dort aber nicht durchsetzen. Nach seiner Rückkehr zu ZSKA Sofia absolvierte er ein Spiel in der bulgarischen Liga, bevor er Anfang 2012 an den polnischen Erstligisten Zagłębie Lubin verkauft wurde. Für diesen spielte er insgesamt zwei Jahre, bevor er kurzzeitig für eine Saison bei Trapani Calcio unter Vertrag stand. Im Jahr 2015 kehrte Widanow zurück nach Polen und unterschrieb bei Górnik Zabrze. Nach dem Abstieg 2016 verließ er den Klub wieder und schloss sich dem bulgarischen Erstligisten Lokomotive Plowdiw an. Ein Jahr später ging er zu Beroe Stara Sagora. Zur Saison 2018/19 spielte er sechs Monate für Slavia Sofia. Doch nach nur einem Ligaeinsatz wechselte Widanow in der Winterpause zu FK Atlantas Klaipėda nach Litauen.

### Nationalmannschaft
Widanow absolvierte fünf Partien für die bulgarische Nationalmannschaft. Sein Debüt gab er am 12. August 2009 im freundschaftlichen Länderspiel gegen Lettland, als er in der 73. Minute eingewechselt wurde. Das Spiel wurde 1:0 gewonnen.